# Kanton Le Blanc-Mesnil
Der Kanton Le Blanc-Mesnil ist seit 1964 ein französischer Wahlkreis für die Wahl des Départementrats im Arrondissement Le Raincy, im Département Seine-Saint-Denis und in der Region Île-de-France; sein Bureau centralisateur befindet sich in Le Blanc-Mesnil.

## Gemeinden
Der Kanton besteht aus zwei Gemeinden und Gemeindeteilen mit insgesamt 67.505 Einwohnern (Stand: 1. Januar 2022) auf einer Gesamtfläche von 12,08 km²:
| Gemeinde               | Einwohner 1. Januar 2022 | Fläche km² | Dichte Einw./km² | Code INSEE | Postleitzahl |
| ---------------------- | ------------------------ | ---------- | ---------------- | ---------- | ------------ |
| Drancy                 | 7.593                    | 4,03       | 1.884            | 93029      | 93700        |
| Le Blanc-Mesnil        | 59.912                   | 8,05       | 7.442            | 93007      | 93150        |
| Kanton Le Blanc-Mesnil | 67.505                   | 12,08      | 5.588            | 9304       | –            |

1. ↑   Nur der östliche Teil der Gemeinde, der Rest gehört zum Kanton Drancy.

Bis zur Neuordnung bestand der Kanton Le Blanc-Mesnil aus der Gemeinde Le Blanc-Mesnil. Sein Zuschnitt entsprach einer Fläche von 2,57 km2.

## Bevölkerungsentwicklung
| 1990   | 1999   | 2006   |
| ------ | ------ | ------ |
| 46 956 | 46 838 | 51 109 |